# Sol-och-vårande

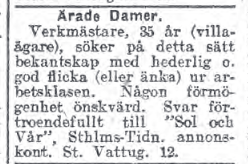
Karl Vesterbergs kontaktannons: "Ärade Damer. Verkmästare, 35 år (villaägare), söker på detta sätt bekantskap med hederlig o. god flicka (eller änka) ur arbetarklassen. Någon förmögenhet önskvärd. Svar förtroendefullt till "Sol och Vår"

Sol-och-vårande eller romansbedrägeri är en typ av lurendrejeri där förövaren systematiskt låter sig och sina offer ingå i kärleksrelationer, med baktanken att ta pengar eller andra saker av värde av dessa. På senare år har det blivit vanligt att personer via kärleks- och dejtingsajter på internet inleder förhållanden, kanske flera samtidigt, och lockar till sig pengar. Ofta har bedragarna färdiga upplägg och uttänkta metoder för att göra transaktionerna ospårbara med hjälp av mellanhänder.
Under 2019 polisanmäldes 993 sådana brott, där offren förlorat i genomsnitt 370 000 kronor, det vill säga cirka 370 miljoner kronor bara i anmälda bedrägerier.
Uttrycket Sol-och-vårande härstammar enligt Svenska Akademiens ordbok från en bekantskapsannons som 1916 sattes in av Karl Vesterberg i Stockholms-Tidningen med signaturen "Sol och vår" (se bild). Hans signatur kom att bli en synonym till kärleksbedrägeri. Den mest kände sol-och-våraren i Sverige är Gustaf Raskenstam som under 1940-talet hade relationer med över hundra kvinnor i syfte att lura av dem pengar.